# Бескепе (Павлодарская область)
Бескепе (каз. Бескепе, до 2006 года — Артёмовка) — упразднённое село в Иртышском районе Павлодарской области Казахстана. Входило в состав Агашорынского сельского округа. Код КАТО — 554635200. Ликвидировано в 2015 году.

## Население
В 1999 году население села составляло 66 человек (36 мужчин и 30 женщин). По данным переписи 2009 года, в селе проживало 87 человек (33 мужчины и 54 женщины).